# Ristinge
Ristinge er en by på den sydlige del af Langeland i Humble Sogn. Ristinge er kendt for sin gode strand og for den geologiske attraktion Ristinge Klint.
I Ristinge er der et stort sommerhusområde. Herudover har byen en lille havn, en lejrskole, shelters, et minimarked og en campingplads med kiosk og minigolfbane.

## Historie
Ristinge er nævnt første gang i 1464 som Resting. Frem til 1672 hørte byens huse og gårde til kronen. De overgik herefter til Grevskabet Langeland. Udskiftningen kom sent, idet tre gårde flyttede ud i 1820. Omkring århundredeskiftet fik gårdene selveje.
Ristinge Kirke er fra 1880. Kirken blev opført fra for midler tilvejebragt ved salg af den tidligere kapellangård.
I middelalderen var der ladested ud for byen, der bl.a. blev brugt til udskibning af træ, korn og smuglervarer. I 1909 blev der anlagt en ny bro og sejlrenden blev uddybet. Nu kunne store skibe såsom galeaset og skonnerter lægge til ved Ristinge. Det afgik desuden en ugentlig dampfærge til København og flere ugentlige afgange til Marstal og Rudkøbing. Denne storhedstid varede frem til 2. Verdenskrig, hvorefter landtransporten udkonkurrerede søtransporten. Mange beboere skiftede da erhverv og blev fiskere. I dag er Ristinge Havn en lille jollehavn med fiskerbåde.
I efterkrigstiden blev Ristinge Strand et populært udflugtsmål, og der blev bygget en mængde sommerhuse.

## Natur
Ristinge Klint er en 25 meter høj og to kilometer lang klint, der stammer fra sidste istid for ca. 19.000 år siden. I klinten ses bl.a. mørkt cyprina-ler med forstenede snegle og muslinger. Klinten blev fredet i 1987.
Ristinge Hale er en lille odde dannet af materiale fra klinten. Fra halen er der udsigt til Ærø og store dele af det Sydfynske Øhav.
Ved Ristinge Havn ligger en strandeng med græssende kreaturer.
|  | Denne artikel om lokaliteten Ristinge kan blive bedre, hvis der indsættes et (bedre) billede. Du kan hjælpe ved at afsøge Wikimedia Commons for et passende billede eller lægge et op på Wikimedia Commons med en af de tilladte licenser og indsætte det i artiklen. |